# Chugoku
Chūgoku (Japans: 中国地方, Chūgoku-chihō) is een regio in Japan, gelegen in het westelijke deel van het grootste eiland van het land, Honshū.
De naam betekent letterlijk "Middenland" en is het enige overlevende overblijfsel van een historische indeling van Japan in "Nabije landen" (近国, Kingoku), "Middenlanden" en "Verre landen" (遠国, Ongoku). Dit systeem was gebaseerd op de afstand tussen de landen en de hoofdstad Kioto. De huidige regio is echter kleiner dan de oorspronkelijke en omvat de gedeeltes van de Middenlanden die langs de wegen van San'indo (山陰道) en San'yodo (山陽道). De regio bestaat uit de volgende vijf prefecturen:
1. Hiroshima
2. Okayama
3. Shimane
4. Tottori
5. Yamaguchi

Okayama wordt hier normaliter aan toegevoegd, ook al werd slechts de historische provincie Bitchu tot het Middenland gerekend, terwijl de historische provincies Mimasaka en Bizen werden beschouwd als horende bij de "Nabije landen". Deze drie provincies zijn in de huidige prefectuur Okayama verenigd.
In het Japans worden de tekens 中国 en Chūgoku ook gebruikt om "China" (oftewel de Volksrepubliek China) aan te geven. In Japan wordt nooit "de Republiek China " als naam gebruikt waar men Taiwan bedoelt, maar de naam van de eilandengroep zelf. Dezelfde karakters worden gebruikt in het Chinees, maar uitgesproken als Zhōngguó.
Deze regio wordt gekenmerkt door de onregelmatige glooiende heuvels en de begrensde vlakke gebieden. Chūgoku is in tweeën gedeeld door een bergrug die oost-west is gelegen centraal in de regio. Het noordelijk gelegen district San'in (hetgeen betekent "aan de schaduwkant van de berg"), is iets smaller dan het zuidelijke district San'yo – oftewel de "zonnige kant". De namen verwijzen naar de duidelijke verschillen in klimaat. Het gehele gebied dat aan de Japanse Binnenzee grenst, inclusief San'yo, onderging een snelle ontwikkeling in de twintigste eeuw. Hiroshima, die werd herbouwd na de vernietiging door de atoombom in 1945, is een industriële metropolis waar meer dan 1 miljoen mensen wonen. Overbevissing en verontreiniging verminderde de productiviteit van de visgronden in de Japanse Binnenzee en de nadruk werd verplaatst naar zware industrie. San'in, is echter minder geïndustrialiseerd en heeft landbouw als hoofdinkomstenbron.
Chūgoku grenst aan de regio's Kyushu en Kansai.